# Combat Mission: Shock Force
Combat Mission: Shock Force est un jeu de guerre tactique mettant en scène un conflit fictif entre les États-Unis et la Syrie en 2008. Le jeu est sorti le 10 août 2007 sur Windows.
Le jeu a été doté de trois extensions : Marines, sorti en 2008, British Forces sorti en 2009, et NATO sorti en 2010 qui intègre notamment les armées allemande, néerlandaise et canadienne.

## Système de jeu
Le joueur peut prendre le contrôle des forces américaines (équipées de Stryker et de M1 Abrams), de l'armée syrienne (équipée de T-72 et de BMP-1) ou encore d'insurgés syriens, ces derniers étant des guérilleros issus de la population syrienne. Le jeu comprend un éditeur de cartes et un mode multijoueur.

## Accueil
| Combat Mission: Shock Force |      |       |
| Média                       | Pays | Notes |
| Joystick                    | FR   | 6/10  |

Malgré l'utilisation d'un nouveau moteur graphique (CMx2) pour la première fois par rapport aux opus précédents, le jeu a été accueilli négativement par les critiques, soulignant notamment son IA médiocre et un manque de finition. Le testeur de Jeuxvideo.com lui attribue la note de 9/20. Le testeur d'IGN lui attribue la note de 5,2/10 et celui de GameSpot 4,5/10.